# 井伊直清
井伊 直清（いい なおきよ）は、江戸時代後期の近江国彦根藩の世嗣。井伊直弼の長兄。

## 略歴
寛政3年（1791年）4月22日、13代藩主・井伊直中の長男として誕生。幼名は欽次郎。内室は松平定信の娘。
彦根藩の世子となるが、病弱のため文化2年（1805年）に廃嫡された。代わって弟・直亮が世子となり、後に第14代藩主となる。
文化8年（1811年）9月21日に死去した。享年21。